# Crocidura olivieri manni
Crocidura olivieri manni es una subespecie de musaraña (mamífero placentario de la familia Soricidae).

## Distribución geográfica
Se encuentra en África.